# Acalypha wilderi
Acalypha wilderi е вид растение от семейство Млечкови (Euphorbiaceae). За последно е забелязан през 1929 г. и е обявен за изчезнал през 2014 г. Този вид може да е синоним на A. raivavensis и A. tubuaiensis.

## Разпространение и местообитание
Видът се е срещал по северната и западната страна на Раротонга на островите Кук на надморска височина от 200 – 300 m.

## Описание
За този вид се знае много малко, но колекциите предполагат, че това е малък храст, рядко надвишаващ 2 метра на височина.